# اسمعیل‌آباد پایین
اسمعیل‌آباد پایین، روستایی از توابع بخش کربال شهرستان خرامه در استان فارس ایران است.

## جمعیت
این روستا در دهستان سفلی قرار دارد و براساس سرشماری مرکز آمار ایران در سال ۱۳۸۵، جمعیت آن ۲۷۸ نفر (۶۰خانوار) بوده‌است.